# モハメッド・サレンガット
モハメッド・サレンガット（Mohammed Sarengat、1939年10月28日 - 2014年10月13日）はインドネシアの男子陸上競技選手。専門は短距離走。
1962年にジャカルタで開催されたアジア競技大会に出場し、100mと110mハードルで金メダルを、200mで銅メダルを獲得した。